# Вотрен, Катрин
Катрин Вотрен (фр. Catherine Vautrin; род. 26 июля 1960, Реймс) — французская политическая деятельница, министр труда, здравоохранения, солидарности и семьи (с 2024).

## Биография
Родилась 26 июля 1960 года в Реймсе.
В 1985 году получила высшее юридическое образование в Университете Париж Декарт.
В 1983—1989, 1995—1999 и 2005—2014 годах была депутатом муниципального совета Реймса. С 1986 по 1999 год работала в американской страховой компании Cigna.
В 1999—2000 годах была депутатом регионального совета Шампань — Арденны.
В 2002 году впервые избрана в Национальное собрание.
В 2004 году назначена государственным секретарём интеграции и равенства возможностей, затем до 2005 года занимала должность госсекретаря по делам пожилых и до 2007 года — министра-делегата социального единения и равенства.
В 2007 и 2012 годах переизбиралась в парламент, с 2008 по 2017 год занимала пост заместителя председателя Национального собрания. В 2013 году участвовала в движении Манифестации для всех, боролась с легализацией однополых браков.
14 апреля 2014 года Вотрен была избрана президентом метрополии Реймса, которая позднее получила наименование Большой Реймс.
11 января 2024 года получила портфель министра труда, здравоохранения и солидарности при формировании правительства Атталя.
16 января 2024 года ушла в отставку с должности президента метрополии Большой Реймс.
21 сентября 2024 года получила портфель министра сотрудничества с регионами и децентрализации при формировании правительства Барнье.
23 декабря 2024 года при формировании правительства Байру назначена министром труда, здравоохранения, солидарности и семьи.

## Личная жизнь
Катрин Вотрен — дочь управляющего компанией Андре Вотрена и Франсуазы Лоди (Françoise Laudy). Замужем за университетским преподавателем и руководителем Университетского больничного центра в Реймсе Жан-Лу Пеннафортом (Jean-Loup Pennaforte), в 2002 году в их семье родилась дочь Гортензия (Hortense).